# Історія (Фукідід)
Історія Фукідіда складається з 8 книг, у них викладено події Пелопоннеської війни з 431 до н. е. по 411 до н. е.. Протягом двадцяти років він займався збиранням матеріалу для своєї історичної праці. Хоча автор приступив до написання Історії на самому початку війни і збирався дійти до 404 до н. е., однак виклад обривається узимку 411 до н. е.

## Опис
Своєю головною задачею Фукідід зробив відшукання істини, а методи, якими він це робить, дають підставу вважати його попередником сучасної історичної науки. На відміну від Геродота, Фукідід надає великого значення критичній перевірці повідомлень, звертає особливу увагу на причини і приводи подій. Раціоналізм Фукідіда виключає безпосереднє втручання божественних сил в історичні події, хоча він не відкидає існування богів. За своїми політичними поглядами Фукідід — прихильник помірної, розумно упорядкованої влади. Високо оцінював помірно-олігархічне правління в Афінах, вважаючи, що це приклад розумного сполучення олігархічних і демократичних елементів. У цілому його виклад відрізняється високим ступенем об'єктивності.
Фукідід не обмежився ретельною і докладною характеристикою воєнних дій. Він дав також опис внутрішнього життя воюючих сторін, у тому числі взаємин демократичних і олігархічних угруповань і їхніх сутичок, змін у політичному ладі у ході війни як в Афінах, так і в Спарті. Надавав першорядного значення об'єктивним історичним факторам, не тільки політичним, а й економічним.
Вступ до І книги підкреслює важливість обраного предмета в порівнянні з усіма попередніми подіями світової історії. Після короткого, але досить ґрунтовного нарису ранньої історії Греції Фукідід розглядає причини війни. Хоча приводом до неї послужила суперечка афінян з Коринфом через Керкіру, справжні причини треба шукати набагато глибше: Спарта побоювалася зростаючої потуги Афін. Війна мала вибухнути, навіть якби інциденту з Керкірою не трапилося. Війна виявилася загальногрецькою, вона розколола надвоє всю Грецію, причому демократи, як правило, ставали на бік Афін, а олігархічні уряди підтримували Спарту. Щоб показати могутність Афін, Фукідід дає нарис зростання Афінської держави починаючи з 479 до н. е. і до 440 до н. е., перекидаючи в такий спосіб міст від своєї праці до історії греко-перських воєн Геродота.
З початку ІІ книги і по розділ V.24 Фукідід описує перший етап війни, названий Десятирічною (або Архідамовою) війною, аж до Нікійського миру (421 до н. е.). Виклад тут незмінно супроводжується вказівками на «зиму» або «літо», і таким чином кожен рік виявляється розбитим на дві частини. Після 424 до н. е., коли Фукідід пішов у вигнання, розповідь про події в Афінах стає менш докладною, а хід дипломатичних переговорів з Персією висвітлений погано.
За Нікіївим миром настав період, що завершився сицилійською експедицією, коли війни начебто не було, але вчорашні вороги продовжували активно ворогувати з союзниками супротивника. Перемогою при Мантінеї в 418 до н. е., яку Фукідід докладно описує, спартанці відновили свій військовий престиж. У «мелоському діалозі» (V. 85-111) читачеві пропонуються фактично дві промови, що викладаються паралельно, теза за тезою. Афіняни не роблять обложеним остров'янам жодних поступок, вони відкрито заявляють, що за законом природи слабший підкоряється сильнішому, і доки Афіни залишаються володарями морів, Мелос зобов'язаний коритися і сплачувати їм данину.
У VI і VII книгах описана афінська експедиція на Сицилію, починання, яке через втечу Алківіада із самого початку було приречене на невдачу й остаточно було загублене очевидною некомпетентністю Нікія. VIII книга — це неповний звіт про Декелейську війну, коли спартанська армія, що базувалася в Аттиці, тримала Афіни в постійній напрузі і відрізала їх від території поза міськими стінами. Тут же розповідається про захоплення влади в Афінах олігархами (411 до н. е.) і про підступ Персії під час війни на морі в Іонії.
Текст Фукідіда, написаний аттичним діалектом, стислий, без зайвих прикрас. Часто зустрічаються абстрактні поняття, виражені прикметником або дієприкметником з артиклем середнього роду. Фукідід схильний до протиставлень, однак заради симетричної фрази ніколи не відхиляється від ходу оповіді. Іноді Фукідід забирає слова з їхнього законного місця, немов для того, щоб заскочити читача зненацька, або змінює конструкцію речення. Результат буває часом різким, але ніколи не виявляється грубим. Проза Фукідіда — це прекрасно налагоджений інструмент гострого аналітичного розуму.
Значна частина Історії була написана за гарячими слідами. Однак праця складалася повільно і з великими зусиллями, Фукідід правив і робив вставки, з урахуванням отриманих додатково відомостей або наступних подій. Датувати певні частини Історії дуже непросто, висновки найчастіше ненадійні; немає сумніву в тому, що в ній містяться періоди, внесені в чорновий текст, причому деякі — уже після капітуляції Афін (наприклад, ІІ. 65, 12).
Розповідь пересипана промовами, коли контекст виправдовує їхню появу. Проза цих промов складна, місцями навіть незрозуміла. Фукідід не міг дослівно передати все, що говорилося афінськими і спартанськими воєначальниками, він і не ставив собі таке завдання. Він передає думки діячів у своїй власній манері, а в тих випадках, коли нема можливості удатися до записів або пам'яті, сам складає промову, відповідно до випадку. Ці промови вносять у чисто оповідальну працю драматичні ефекти.
Фукідід установив собі дуже суворі правила добору матеріалу, й іноді вони змушували його проминати події, які сучасний історик не міг би залишити осторонь, не викликаючи дорікань на свою адресу. Так, він згадує, що Гіпербол зазнав остракізму лише тоді, коли описує смерть цього демагога на Самосі у 411 до н. е., і жодним словом не згадує про хитромудрий хід, за допомогою якого Алківіад домігся вигнання цього політика, в той час як Гіпербол сам прагнув вигнання Алківіада. Фукідід не розглядає спеціально економічних проблем, хоча вкладає до вуст Перикла перелік ресурсів, на які могли розраховувати афіняни до початку війни, доводячи таким чином, що на той час вони були взмозі слушно розраховувати на остаточну перемогу. Перикл не міг передбачити моровицю, після якої афінянам залишалося сподіватися у кращому випадку на нічийний результат.
Не завжди Фукідід приховує свої упередження. Клеона він ненавидів як демагога, а Перикловою міццю захоплювався. Однак до Клеона Фукідід несправедливий. Стратегія, якої дотримувався Клеон, досить схожа із рекомендованою Периклом, але Фукідід цього немов би не помічає. Утім, трактування постаті Клеона — виняток, що, безсумнівно, виник внаслідок аристократичного презирства до вульґарності та поганих манер, а не через заздрість або злість.
Фукідід став одним з перших грецьких істориків, який побачив у соціальній боротьбі важливий чинник розвитку грецьких полісів. Він також із надзвичайною виразністю показав, які численні нещастя несе із собою війна. Своєю Історією він немов би закликав греків до мирного об'єднання.
Фукідід вважається найбільшим істориком стародавності, що залишив яскравий та достовірний опис однієї з найбільших подій в історії Стародавньої Греції. Його твір вважається вершиною античної історіографії та посідає 34 рядок у Рейтингу 100 найкращих книг усіх часів журналу Ньюсвік.

## Видання
- Ιστορία τοзхоо Έθνους, Εκδοτική Αθηνών, 1972, τόμος Γ2.
- Ιστορία του Πελοποννησιακού Πολέμου, εκδ.ΠΟΛΙΣ, μεταφρ.Μ.Σκουτερόπουλος, Αθήνα 2011.

## Переклади

### Англійські
- Thucydides. History of the Peloponnesian War / translated by Richard Crawley. 1874.  [Архівовано 21 квітня 2021 у Wayback Machine.]  [Архівовано 4 вересня 2021 у Wayback Machine.]
- Thucydides. History of the Peloponnesian War / translated by Charles Forster Smith, 1919–23.  [Архівовано 4 вересня 2021 у Wayback Machine.]
- Thucydides. History of the Peloponnesian War / translated by Steven Lattimore, 1998.
- Thucydides. The Peloponnesian War / translated by Martin Hammond. OUP Oxford, 2009.

### Російські
- Фукидид. История. Тома I, II. / перевод Ф. Мищенко. Москва: Издание М. и С. Сабашниковых, 1915.  [Архівовано 4 вересня 2021 у Wayback Machine.]

### Українські
- Фукідід. Промова Перікла (фрагмент з «Історії Пелопоннеської війни») / переклад А. Білецького // Антична література: Хрестоматія. Київ: Радянська школа, 1968 (2-ге видання), С: 283-287.  [Архівовано 22 квітня 2021 у Wayback Machine.]